# 休·艾弗雷特三世
休·艾弗雷特三世（英語：Hugh Everett III，1930年11月11日—1982年7月19日）是一名美國量子物理学家，以提出多世界詮釋而著名。

## 生平
艾弗莱特出生于1930年11月11日，由于祖父和父亲也都叫 Hugh Everett，因此他是艾弗雷特三世。
艾弗莱特崇敬爱因斯坦，12岁的时候，他就写信问在普林斯顿的爱因斯坦一些关于宇宙的问题，爱因斯坦去信回答了他。1953年畢業於美國天主教大學化學工程系，獲得獎學金入讀普林斯頓大學，一开始他进的是数学系，但他很快想方设法转投物理。他的指導教授是物理學家約翰·惠勒，研究所期间，艾弗雷特專攻冯·诺伊曼和波耳的量子力学。
1957年艾弗雷特在博士論文Relative State Formulation of Quantum Theory（Rev. Mod. Phys. 29: 454–462）中，提出多世界詮釋（many worlds interpretation，MWI）。他假設所有孤立系統的演化都遵循薛丁格方程式，波函數不會崩坍（Collapse），而量子的測量卻只能得到一種結果，也就是說，處於「疊加態」。艾弗雷特認為測量儀器與被測系統的狀態之間有某種關聯，稱之為「相對態」（relative state），测量带来的不是坍缩，而是分裂（Splitting）的宇宙。對此物理学界的反应是异常的冷淡，1959年前往哥本哈根與玻尔見面，玻尔对此不作任何评论。獲得博士學位後，艾弗雷特離開物理界，進入美国五角大廈工作，後來在金融界、電腦界工作。
艾弗雷特長年抽煙與酗酒，1982年心臟病死於家中。

## 个人生活
艾弗雷特育有一子一女。女兒 麗茲(Elizabeth Everett/Liz)長期為精神分裂症而困擾，1996年自杀。兒子馬克·奧利弗·艾弗雷特是搖滾樂隊 Eels 的成員。2007年，他接受PBS節目新星(NOVA)的邀請，參與一個有關父親生平的節目Parallel Worlds, Parallel Lives，他表示「父親不曾跟我說過有關他的理論的片言隻語」，「他活在自己的平行世界」。

## 评价
艾弗雷特被《科学美国人》（Scientific American）譽为“20世纪最重要的科学家之一”。

## 外部連結
- The Many Worlds of Hugh Everett: Scientific American （页面存档备份，存于）
- The rock star and the quantum mechanic, BBC news （页面存档备份，存于）
- Biographical Sketch of Huge Everett, III , Eugene Shikhovtsev （页面存档备份，存于）

1. ↑  
Lemaréchal (2001，第125–126頁):
Lemaréchal, Claude. . Michael Jünger and Denis Naddef  (编). . Lecture Notes in Computer Science 2241. Berlin: Springer-Verlag. 2001: 112–156. ISBN 978-3-540-42877-0. MR 1900016. S2CID 9048698. doi:10.1007/3-540-45586-8_4.
2. ↑  Everett (1963)
3. ↑  Everett (1957b)